# كلفادوس

شعار الإقليم

خارطة الإقليم

كَلفادُوس أو (نقحرة: كالفادوس) هو إقليم فرنسي يقع في منطقة باس نورماندي. يبلغ عدد سكانه 664000 نسمة.

## التاريخ
كلفادس هو واحد من 83 مقاطعات خلال الثورة الفرنسية في 4 مارس 1790. كانت من جانب مقاطعة نرمندية. اسم "Orne inférieure " كان قد اقترح على الإدارة، بل وقد تقرر في نهاية المطاف إلى المنطقة كلفادس .

## الاقتصاد
الزراعة تسيطر على اقتصاد كلفادس. هذه المنطقة معروفة في إنتاج الزبد والجبن وعصير التفاح أو كوكتيلات كلفادس، التفاح هو الروح التي اخذت منه اسم المدينة كلفادس.

## الديموغرافيا
سكان كلفادس " calvadosiens") الذكور والإناث (و "calvadosiennes" ) أنثى (ففي 1999، كان سكان كلفادس حوالي 648,299 نسمة، معظم سكان فرنسا في ذلك التوقيت

## معرض صور

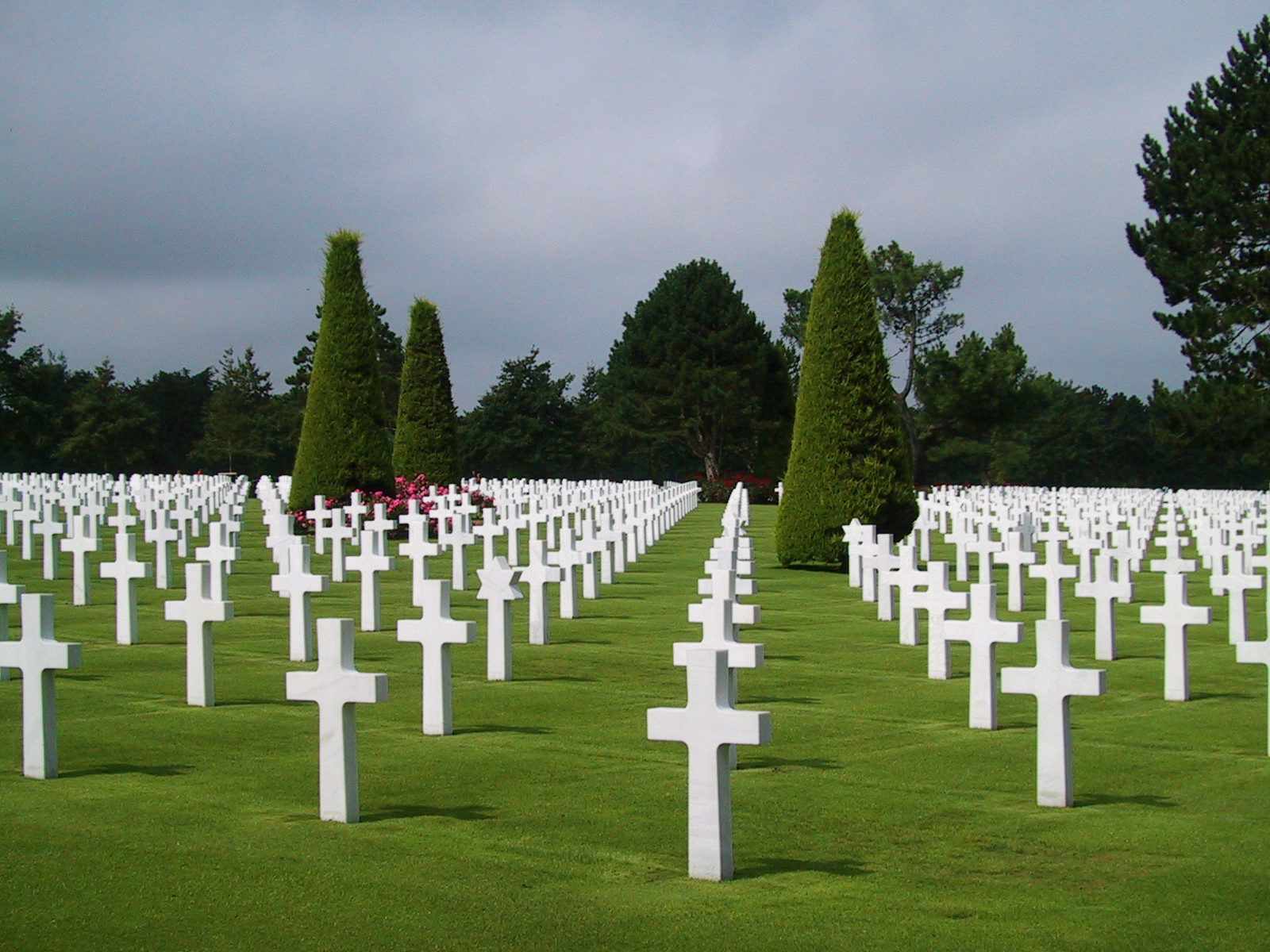
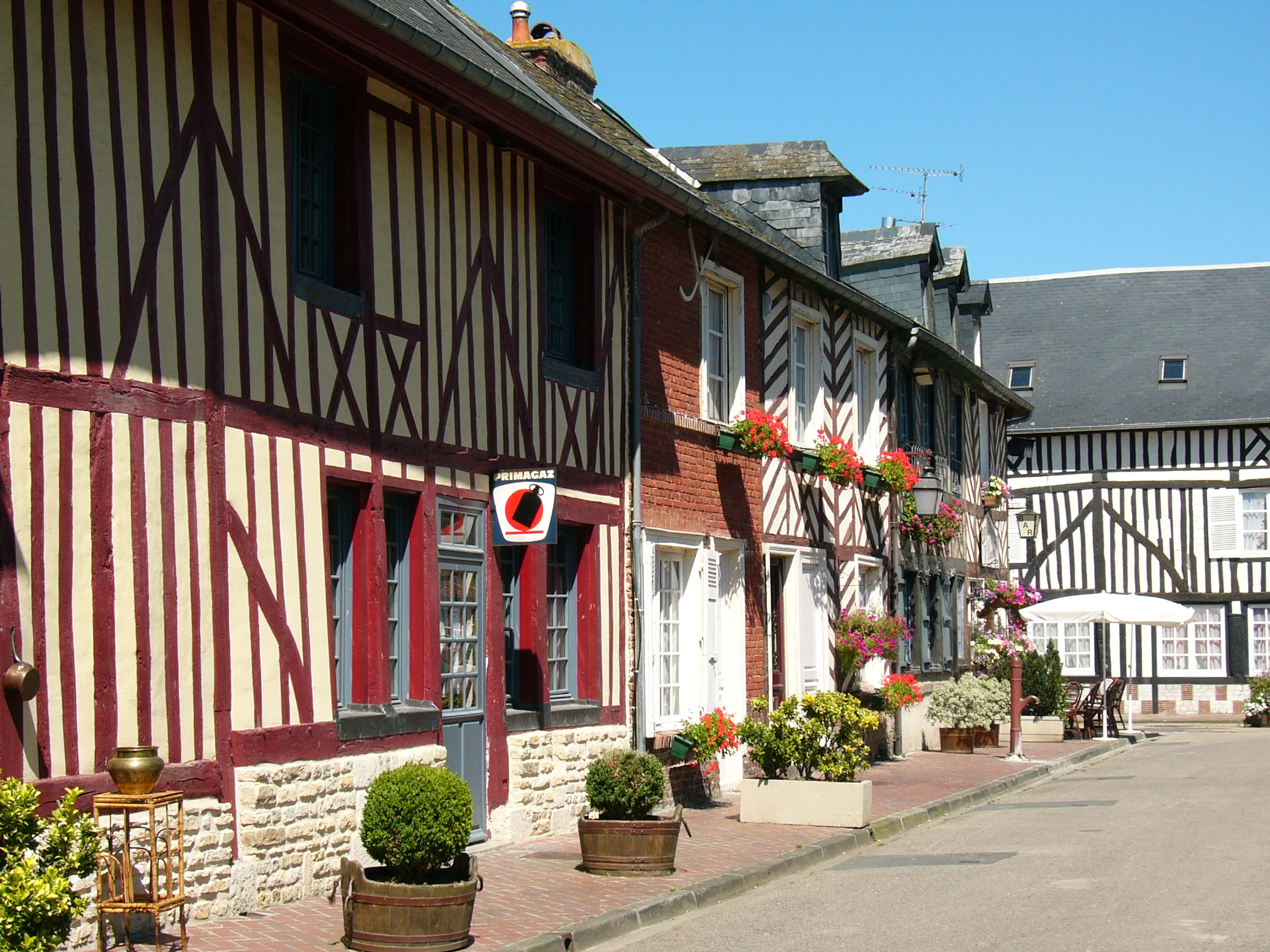
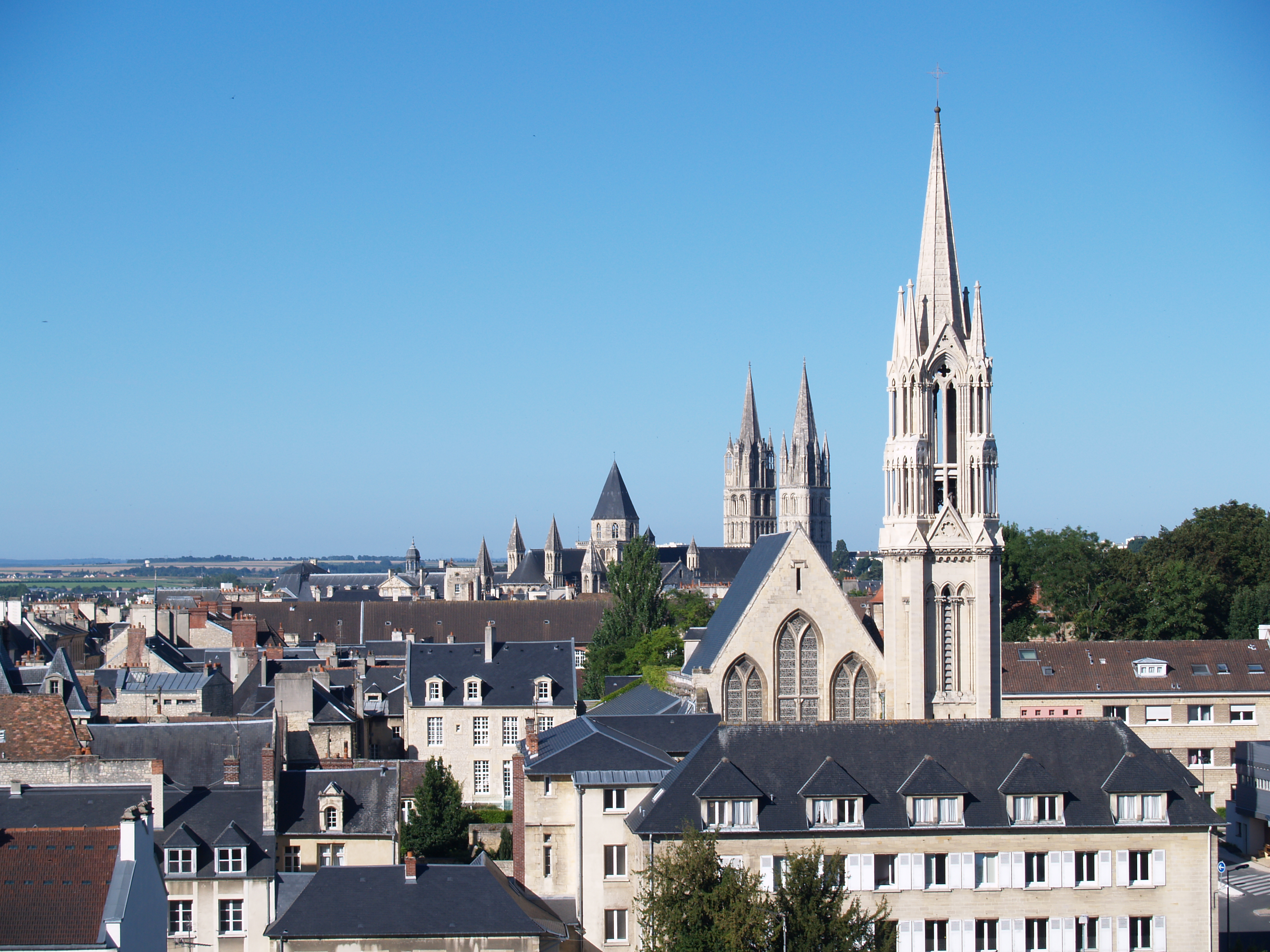
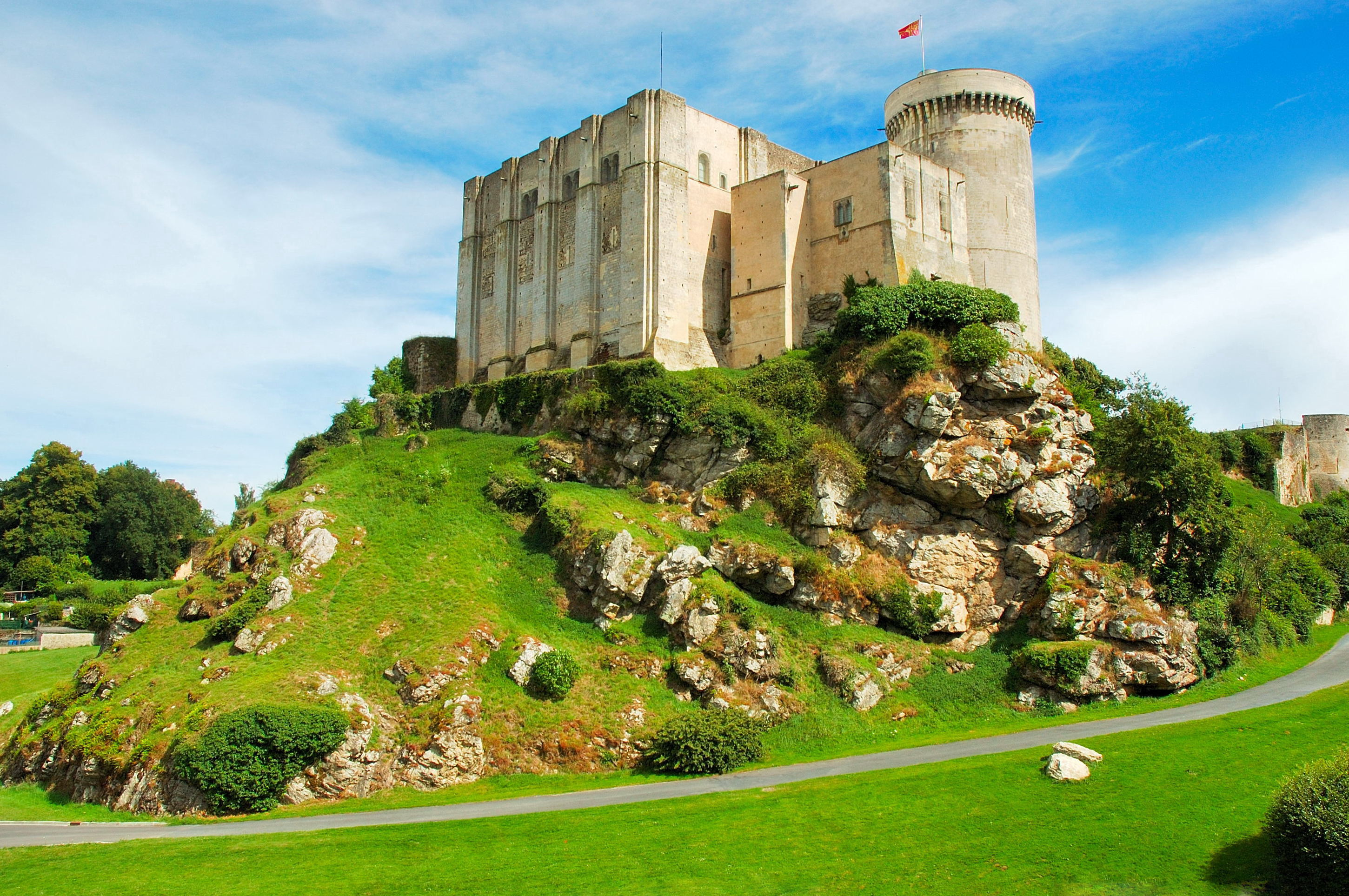
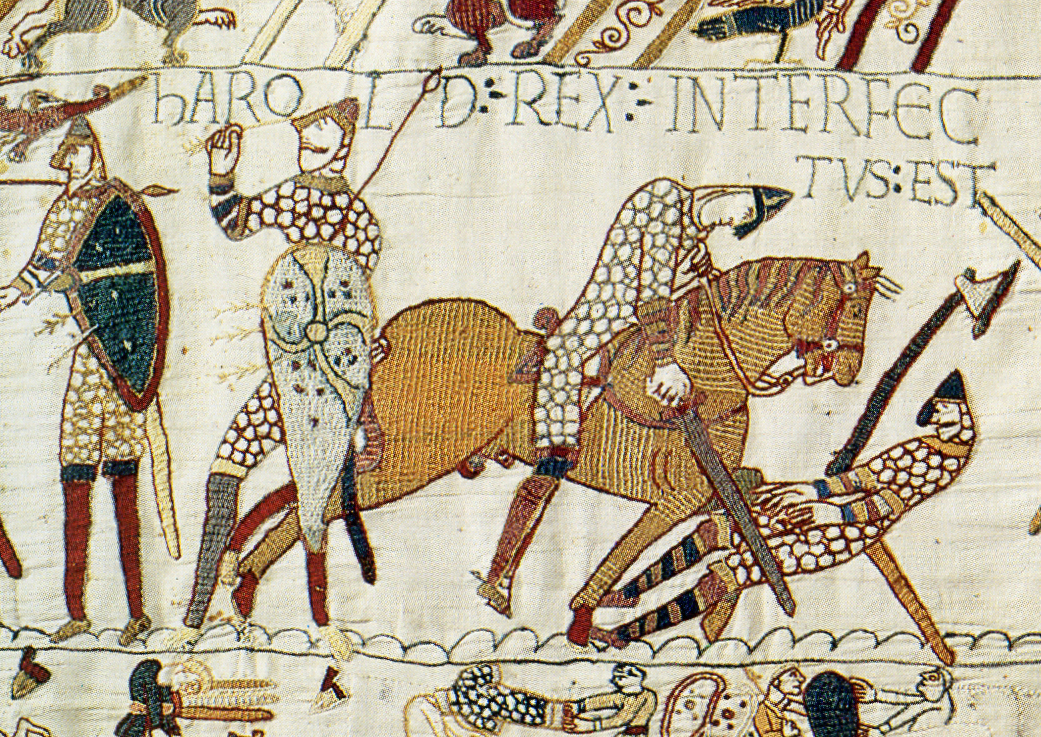

## أعلام
- فرنسيس باير
- لوي نيكولا فوكلان
- مايك مارشال
- كوينتن روزفلت
- جورج جوردن